# Piranhaconda
Piranhaconda é um filme de terror e ficção científica lançado nos Estados Unidos em 2012. Dirigido por Jim Wynorski e produzido por Roger Corman, conta com Michael Madsen, Rib Hillis e Rachel Hunter nos papéis principais.

## Sinopse
Uma criatura híbrida — meio piranha, meio anaconda — ataca uma equipe de filmagem que estava perto de seu ninho, quando o seu ovo foi roubado. Eles devem fugir e matar a piranhaconda mortal, e também parar o cientista maluco que roubou o ovo, antes de eles se tornarem o possível jantar deste monstro.